# Кольцов Дмитро Миколайович
Дмитро Миколайович Кольцов нар. 28 січня 1982, Ароматне) — український футболіст, що грав на позиції півзахисника. Відомий за виступами у складі сімферопольської «Таврії» у вищій українській лізі.

## Кар'єра футболіста
Дмитро Кольцов народився в Бахчисарайському районі, та розпочав займатися футболом у бахчисарайській ДЮСШ, пізніше продовжував вдосконалювати свою футбольну майстерність у футбольній школі київського «Динамо» та сімферопольському УОР. У професійному футболі дебютував у команді вищої української ліги «Таврія» з Сімферополя, вийшовши на заміну в грі проти кіровоградської «Зірки». З кінця 1999 року футболіст грав у Італії, спочатку в нижчоліговому клубі «Рагуза», з 2000 до 2002 року в клубі «Пістоєзе». У 2002 році на нетривалий час повернувся до України, грав за аматорську команду «Водник» з Миколаєва. За півроку Кольцов знову поїхав до Італії, де грав спочатку за нижчолігову команду «К'єті Кальчо-1922», а в сезоні 2003—2004 років знаходився у складі команди Серії A «Анкона», проте на поле в її складі так і не вийшов. Далі український футболіст грав у складі нижчолігових клубів «Ферентіно», «Бішельє» та «Кастеджіо». У 2010 році Дмитро Кольцов грав за австралійську команду «Вітлсі Зебра». У 2012 році футболіст повернувся до України, де грав за аматорські клуби Криму «Симеїз» та «Форос».